# Westtasifeto
Westtasifeto (indonesisch Tasifeto Barat) ist ein indonesischer Distrikt (Kecamatan) im Regierungsbezirk Belu (Provinz Ost-Nusa Tenggara) auf der Insel Timor.

## Geographie
Westtasifeto liegt im Südwesten des Regierungsbezirks Belu. Südlich befinden sich die Distrikte Rai Manuk und Nanaet Dubesi, nördlich Kakuluk Mesak, Südatambua (Atambua Selatan) und Osttasifeto (Tasifeto Timur). Im Westen grenzt Westtasifeto an den Regierungsbezirk Nordzentraltimor (Timor Tengah Utara), im Osten an den Nachbarstaat Osttimor mit seinem Verwaltungsamt Fatumean (Gemeinde Cova Lima). Nanaet Dubesi war früher Teil von Westtasifeto.
Der Distrikt Westtasifeto teilt sich in die Desas Rinbesihat (1.791 Einwohner 2010), Naitimu (4.447), Lawalutolus (1.065), Lookeu (469), Derok Faturene (1.188), Bakustulama (3.271), Naekasa (6.548) und Tukuneno (3.583).
Verwaltungssitz ist Kimbana im Desa Naekasa.

## Einwohner
2010 lebten in Westtasifeto 22.362 Menschen. Sie gehören mehrheitlich zur Ethnie der nördlichen Tetum und sind in ihrer Mehrheit katholischen Glaubens.